# Encontrémonos en Mundomágico
Encontrémonos en Mundomágico fue un programa de televisión chileno infantil, que se emitió entre 1991 y 2007, primero en UCV Televisión después en La Red y Luego TVN. Su animadora más emblemática fue Paula Arriagada (Valparaíso, 18 de octubre de 1969), conocida como la Tía Paula, quien fue acompañada por diferentes personajes como el Oso Willy, el León Leonicio y el perro Maxi.

## Historia
El 6 de junio de 1991 comenzó a emitirse Encontrémonos en Mundomágico por UCV Television, programa que en principio partió como parte del legendario Pipiripao y que duraba solo cinco minutos. Su primera conductora fue la educadora de párvulos Paula Arriagada Saavedra, quien, junto al Oso Willy, vivía mágicas aventuras dentro del parque de entretenciones. A medida que el espacio tuvo éxito, la duración aumentó de cinco minutos dentro del programa Pipiripao a veinte minutos en forma independiente, y las emisiones pasaron de solo los viernes y sábados a toda la semana.
En 1992 se incorporaron nuevos personajes: el león poeta Leonicio, el ganso con mala suerte Quincy, el perro optimista Maxi, la familia Pato Nobel y el cerdo gruñón y ambicioso Chanchini Cecini, quienes realizaban un espectáculo en el Teatro Mágico. También hacían su aparición el zorro Percibaldo Andrés y el Inspector Metete, ambos caracterizados por John Fleming.
Desde 1994 tuvo sus propias producciones musicales con canciones creadas por el músico quilpueíno Fernando González Morales, exintegrante del grupo Congreso, y que eran interpretadas por los personajes del programa.
En 1997, Paula Arriagada renunció al parque por motivos personales y, a fines del mismo año, se incorporó la diseñadora gráfica Carol Kresse, quien se hizo conocida como «Magicarol» siendo, hasta ahora, junto con la «Tía Paula», una de las animadoras más emblemáticas. En 1998, para darle un nuevo giro al espacio infantil, se puso en marcha Tele Match, un concurso que se efectuaba en la pileta del recinto y que se transformó en un éxito inmediato. Además, el 31 de agosto de ese mismo año, el programa comenzó a emitirse por La Red.
En 1999, Encontrémonos en Mundomágico fue nominado al Premio TV-Grama como mejor programa infantil de la Televisión Chilena, el cual terminó ganando, superando a los programas infantiles de la competencia.
Con la salida de Carol, quien se fue al matinal Buenos días a todos de TVN, a principios del año 2000 se integraron la periodista Lorna Soler y la modelo y animadora Andrea Ruoppolo. Sin embargo, a fines de octubre de ese año, el parque cerró sus puertas por problemas económicos y el programa dejó de emitirse en los primeros días de enero de 2001.

## Personajes
- Oso Willy - Es un oso negro bailarín con apariencia bastante alegre que vestía un traje amarillo con vivos rojos. Integraba la banda "Los Mágicos del Ritmo" donde tocaba el piano, sus pasatiempos favoritos son dormir y comer miel en grandes cantidades. Fue el primer personaje de todos y salió por primera vez en 1991. ¿Su frase típica? ¡Qué rico!
- Perro Maxi - Un perro café con traje a cuadros sin mangas alegre y optimista, su comida favorita son las galletas para perro y siempre las relaciona con algo que le agrada. Baterista de "Los Mágicos del Ritmo". Debutó en 1992.
- León Leoncio- Un león hippie café con jardinera roja y camisa azul. Es muy alegre y simpático, su frase característica es "¡Que buena onda!". Es el guitarrista y vocalista de "Los Mágicos del Ritmo" que también se podría decir que era el líder de la banda. Debutó en 1992.
- Ganso Quincy- Un ganso blanco con distintas prendas de vestir, siendo el único personaje que ha cambiado su ropa. Originalmente tenía una jardinera rosada con una camisa celeste, y al llegar el año 1996 pasó a vestir una camisa roja. Tenía una identidad secreta llamada "super super", un valiente superhéroe que viste una capa roja y un antifaz verde y quien es el superhéroe por excelencia de Mundo Mágico. Este personaje, en general, aparece como el más triste de todos. Es conocido como "El ganso de la mala suerte" y tenía su dicho "Ah, ¡Qué terrible! ¡Qué tragedia!". Apareció en 1992.
- Chanchini Cecini- Un cerdo gruñón de color anaranjado y vestido de terno de color negro. Era el dueño del Teatro Mágico. Siempre le gustaba mandar a los demás y su frase característica es "¡Esto es el colmo!". Fue unos de los personajes favoritos de los niños en esa época. Sabe tocar el saxo y, en algunas ocasiones, también toca la guitarra. Apareció en 1992.
- Familia Pato Nobel - Es una familia de patos, integrada por el inventor Papá Gauss (don Pato Nobel), su Señora Mamá Trini y su hijo Pitagoritas, cuya frase característica era "Un error lo comete cualquiera". Aparecieron por primera vez en 1992.
- Percibaldo Andrés - Interpretado por John Fleming. Es un zorro que se caracterizaba por ser un personaje bastante bromista y contador de historias. Cuando saludaba a la tía Paula, la llamaba ¡¡¡¡Hoooola "Piola"!!!!. Generalmente salía acompañado en sus apariciones por las animadoras del espacio, quienes siempre al final lo hacían desaparecer.
- Niñas Mágicas - Interpretadas por Astrid Von Mühlenbrock Schlatter y Renata Centeno Rosatti. Aparecieron en 1996. Eran como asistentes de las animadoras. Llegaron a grabar aproximadamente seis canciones. Permanecieron en el programa hasta finales de 1999.
- Inspector Metete - Interpretado por John Fleming, el infalible y despistado inspector del parque, siempre trataba de resolver los "misterios misteriosos" que acontecían en Mundo Mágico, en 1998 tiene un asistente de nacionalidad china llamado Flai Flan (Interpretado por George Casanova) quien le ayuda a tratar de resolver los misterios misteriosos que al final, la o las presentadoras terminaban por explicarle que el misterio misterioso se resolvía de una manera fácil. Cuando el misterio era resuelto, quien o quienes conducían el programa más el Inspector Metete decían en coro "¡¡El misterio está resuelto!!, ¡¡¡gracias a quién!!!, ¡¡¡¡al Inspector Metete!!!!"
- Vaquero Johnny Interpretado por Pedro "Pietro" Torres, apareció en 1992 y era el villano de las historias contadas en el Teatro Mágico. En el transcurso de la historia, se vuelve bueno y promete no hacer más maldades.
- Pirata Barba Negra Interpretado por Pedro "Pietro" Torres, apareció en 1994 y, al igual que el Vaquero Johnny, era el villano de las historias contadas en el Teatro Mágico. En el transcurso de la historia, se vuelve bueno y promete no hacer nunca más maldades.
- Mujeres Piratas "Esmeralda", "Rubí", "Perla" y "Zafiro", son las cuatro bellas pero algo malvadas piratas asistentes de Barba Negra. Salían en los números del Teatro Mágico acompañándolo y, la mayoría de las veces, realizando números de baile entre ellas.
- Flai Flan Interpretado por George Casanova, es el asistente del Inspector Metete en el momento de resolver los "misterios misteriosos". Era tan despistado como su superior.
- Florencio Flores del Campo Interpretado por George Casanova, es un huaso jardinero quien está al cuidado del Jardín Gigante. Su mejor amiga es la Chinita Alita, a quien le ha dedicado varias canciones en el programa.

- Datos: Q5811099